# Cerberusa tipula
Cerberusa tipula is een krabbensoort uit de familie van de Potamidae. De wetenschappelijke naam van de soort is voor het eerst geldig gepubliceerd in 1979 door Holthuis.